# Rumania en la Copa Mundial de Fútbol de 1938
Rumania fue una de las 15 selecciones participantes de la Copa Mundial de Fútbol de Francia 1938, la cual fue su tercera participación consecutiva en un mundial.

## Clasificación
Rumania debía enfrentar en una serie de eliminación directa a Egipto, pero los egipcios no estaban de acuerdo con las fechas para los partidos por coincidir con el Ramadán y para ellos les resultaba imposible jugar fútbol durante esas fechas. Durante el mes del Ramadán las autoridades de Egipto le hicieron una invitación al First Vienna FC de Austria para jugar un partido amistoso ante Egipto durante ese mes, por lo que la FIFA decide descalificar a Egipto y dar por clasificado a Rumania.

## Jugadores
Estos fueron los 22 jugadores convocados para el torneo:

## Resultados
Rumania fue eliminada en la primera ronda.
| 5 de junio de 1938                                       | Cuba                           | 3-3 (t. s.) | Rumania                               | Stade Chapou, Toulouse                                    |                                                           |
|                                                          | Socorro 44' 103' · Magriñá 69' | Reporte     | Bindea 35' · Barátky 88' · Dobay 105' | Asistencia: 7000 espectadores Árbitro(s): Giuseppe Scarpi | Asistencia: 7000 espectadores Árbitro(s): Giuseppe Scarpi |
| Se juega un partido de desempate para definir al ganador |                                |             |                                       |                                                           |                                                           |

| 9 de junio de 1938 | Cuba                        | 2-1     | Rumania   | Stade Chapou, Toulouse                                  |                                                         |
|                    | Socorro 51' · Fernández 57' | Reporte | Dobay 35' | Asistencia: 8000 espectadores Árbitro(s): Alfred Birlem | Asistencia: 8000 espectadores Árbitro(s): Alfred Birlem |